# 2022 en astronomie
| Années de l'astronomie : 2019 - 2020 - 2021 - 2022 - 2023 - 2024 - 2025    |
| Décennies de l'astronomie : 1990 - 2000 - 2010 - 2020 - 2030 - 2040 - 2050 |

## Événements

### Janvier

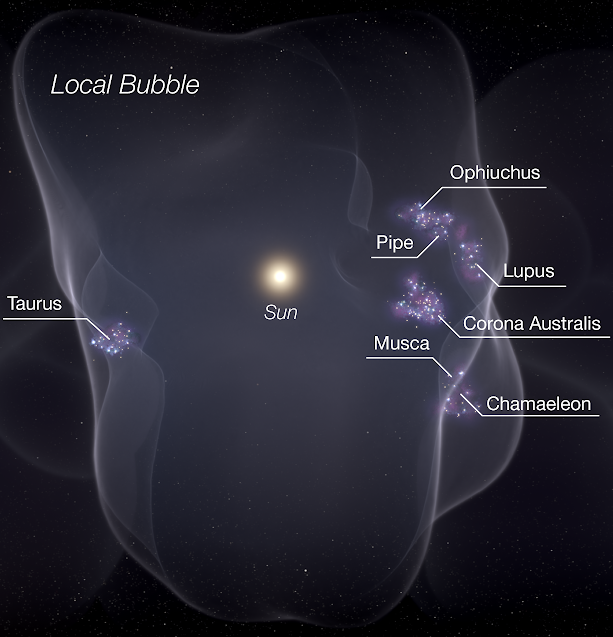
12 janvier 2022 : la Bulle locale provoque la formation des étoiles proches.

- 4 janvier 2022 : la Terre passe à son périhélie.
- 6 janvier 2022 : annonce de la première détection directe de l'activité d'une supergéante rouge précédant une supernova de type II, SN 2020tlf[1].
- 11 janvier 2022 : première détection de la déformation d'une exoplanète : la mission CHEOPS constate que WASP-103b est fortement influencée par la proximité avec son étoile, lui donnant une forme ellipsoïdale plutôt que sphérique[2],[3].
- 12 janvier 2022 : sur la base de nouvelles contraintes dynamiques et spatiales, des astronomes montrent que la surface de la Bulle locale, une superbulle d'environ 1 000 années-lumière de large, provoque quasiment toutes les formations d'étoiles proches du Soleil, et qu'elle a été produite il y a environ 14 millions d'années[4].
- 22 janvier 2022 : détection de l'événement de rupture par effet de marée AT 2022dbl[5].
- 24 janvier 2022 : le télescope spatial James-Webb arrive à destination, le point de Lagrange L2 du système Soleil-Terre[6].
- 26 janvier 2022 : des astronomes de l'ICRAR (en) annoncent la découverte d'un phénomène transitoire périodique inhabituellement lent, se produisant seulement trois fois par heure. Il pourrait s'agit d'un nouveau type d'étoile à neutrons ou de naine blanche, située à environ 4 000 années-lumière[7],[8], il se nomme GLEAM-X J162759.5−523504.3.
- 31 janvier 2022 : annonce de la découverte du trou noir stellaire errant à grande vitesse grâce à l'effet de microlentille gravitationnelle MOA-2011-BLG-191 sur l'étoile OGLE-2011-BLG-0462, premièrement identifiée en 2011 lors de deux relevés astronomiques.

### Février
- 2 février : l'Union astronomique internationale annonce la création du centre pour la protection du ciel sombre et silencieux contre les interférences des constellations de satellites, pour coordonner les mesures contre les conséquences de ces dernières sur l'astronomie[9],[10].
- 8 février :
  - Présentation de la simulation de l'univers local, la plus grande et la plus complète réalisée à cette date. Elle couvre un volume de 600 millions d'années-lumière et inclut plus de 130 milliards de particules, du Big Bang au présent[11],[12],[13].
  - Annonce de la découverte de la première exoplanète orbitant dans la zone habitable d'une naine blanche, WD 1054–226, située à 117 années-lumière de la Terre[14],[15].
- 10 février : 
  - Confirmation du candidat Proxima Centauri d, planète de type sous-Terre de seulement un quart de la masse de la Terre, la plus petite planète jamais détectée en vitesses radiales[16],[17].
  - L'observatoire ANTARES, un télescope à neutrinos immergé en mer Méditerranée, au large de La Seyne-sur-Mer, est désactivé[18].
- 11 février : annonce de la découverte d'Alcyonée, plus grande galaxie connue[19],[20].

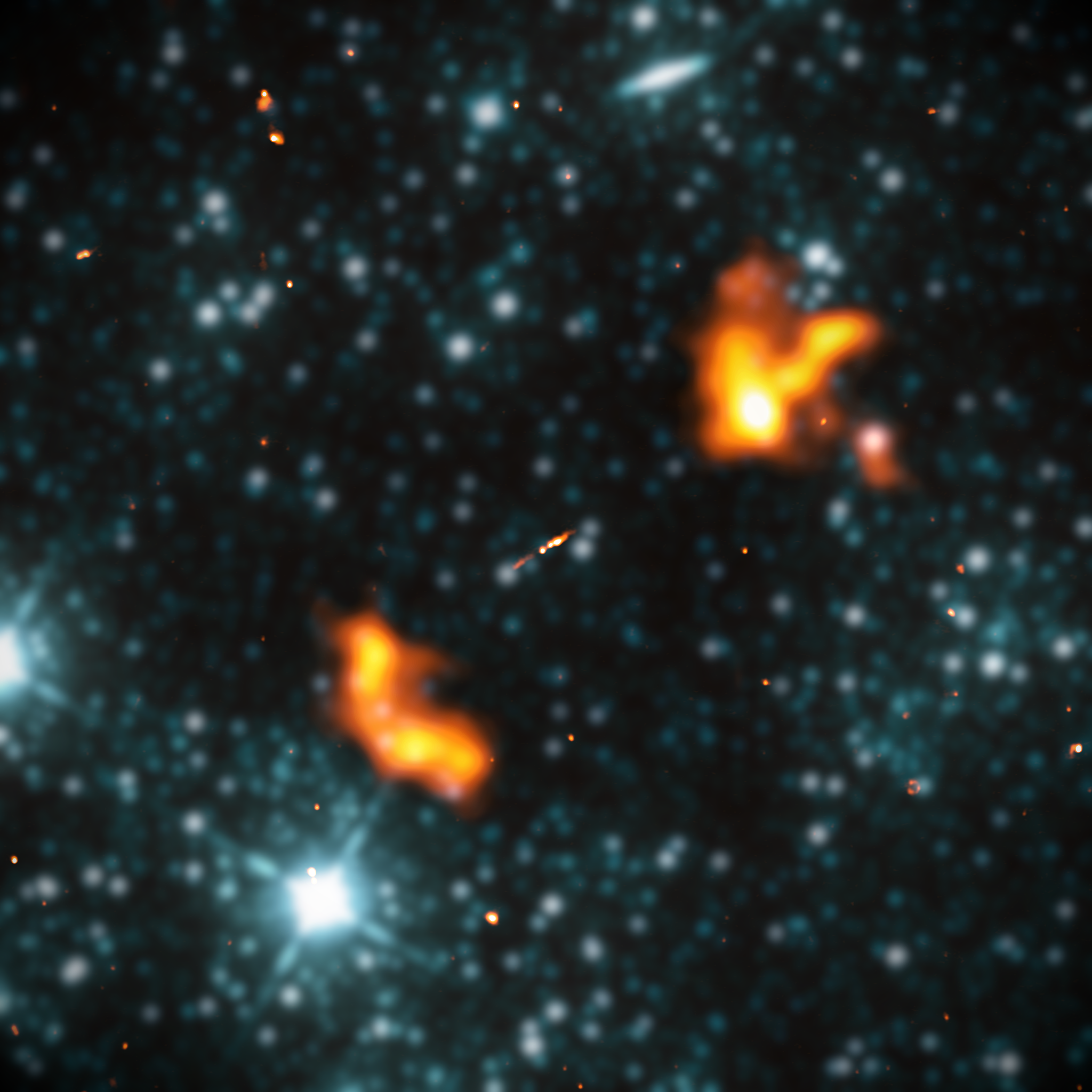
11 février 2022 : annonce de la découverte d'Alcyonée, plus grande galaxie connue.

- 23 février : la galaxie M81, distante de 12 millions d'années-lumière, pourrait être la source de FRB 20200120E, un sursaut radio rapide répété[21],[22].

### Mars

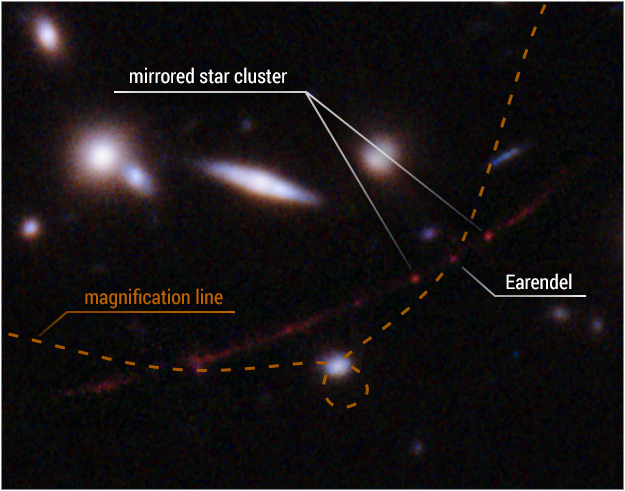
30 mars 2022 : découverte de WHL0137-LS, ou Earendel.

- 20 mars : équinoxe de mars, à 15:33 UTC.
- 21 mars : le nombre d'exoplanètes confirmées dépasse 5 000[23].
- 30 mars : annonce de la découverte de WHL0137-LS, surnommée Earendel, l'étoile connue la plus éloignée connue, dont sa lumière a voyagé durant 12,9 milliards d'années avant d'atteindre la Terre[24],[25].
- 31 mars : annonce de la découverte de K2-2016-BLG-0005Lb, plus lointaine exoplanète trouvée par le télescope spatial Kepler, distante de 17 000 années-lumière[26].

### Avril

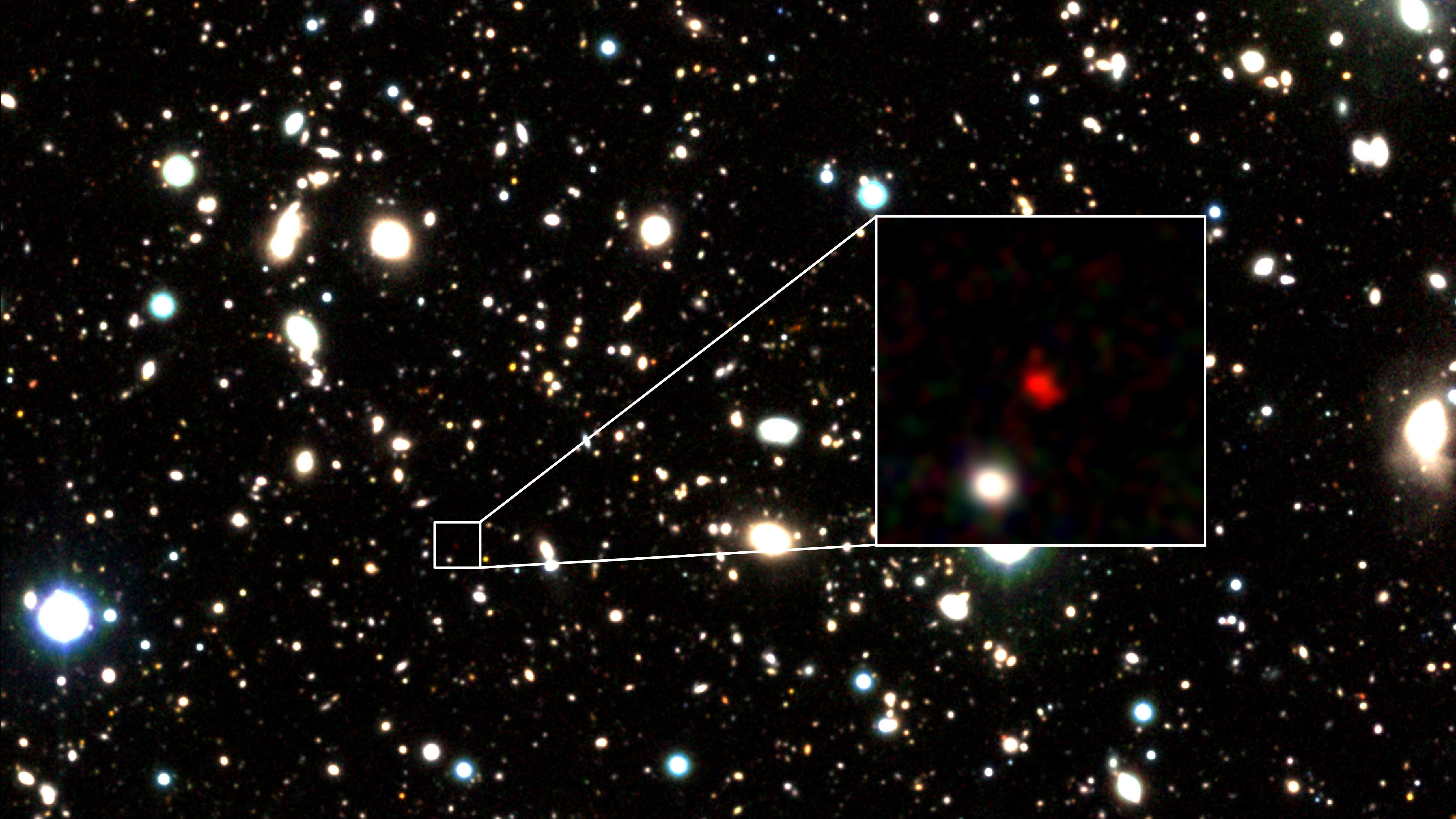
7 avril 2022 : annonce de la découverte de HD1.

- 6 avril : le U.S. Space Command, sur la base d'informations collectées par ses détecteurs de défense planétaire, confirme la détection du premier objet interstellaire connu. Le météoroïde CNEOS-2014-01-08 a percuté la Terre en 2014 avec une trajectoire hyperbolique et une vitesse élevée, indiquant une origine au-delà du système solaire. Cet objet a été détecté trois ans avant les deux autres objets interstellaires connus auparavant, 1I/ʻOumuamua en 2017 et 2I/Borissov en 2019[27],[28],[29].
- 7 avril : annonce de la découverte de HD1, plus lointaine galaxie à cette date[30],[31],[32],[33].
- 14 avril : GN-z7q, une lointaine galaxie à sursauts de formation d'étoiles, est présentée comme un « chaînon manquant » entre les trous noirs supermassifs et l'évolution des quasars[34].
- 20 avril : les micronovas, des formes d'explosions thermonucléaires à la surface de naines blanches, sont décrites pour la première fois[35].
- 30 avril : éclipse solaire partielle.

### Mai

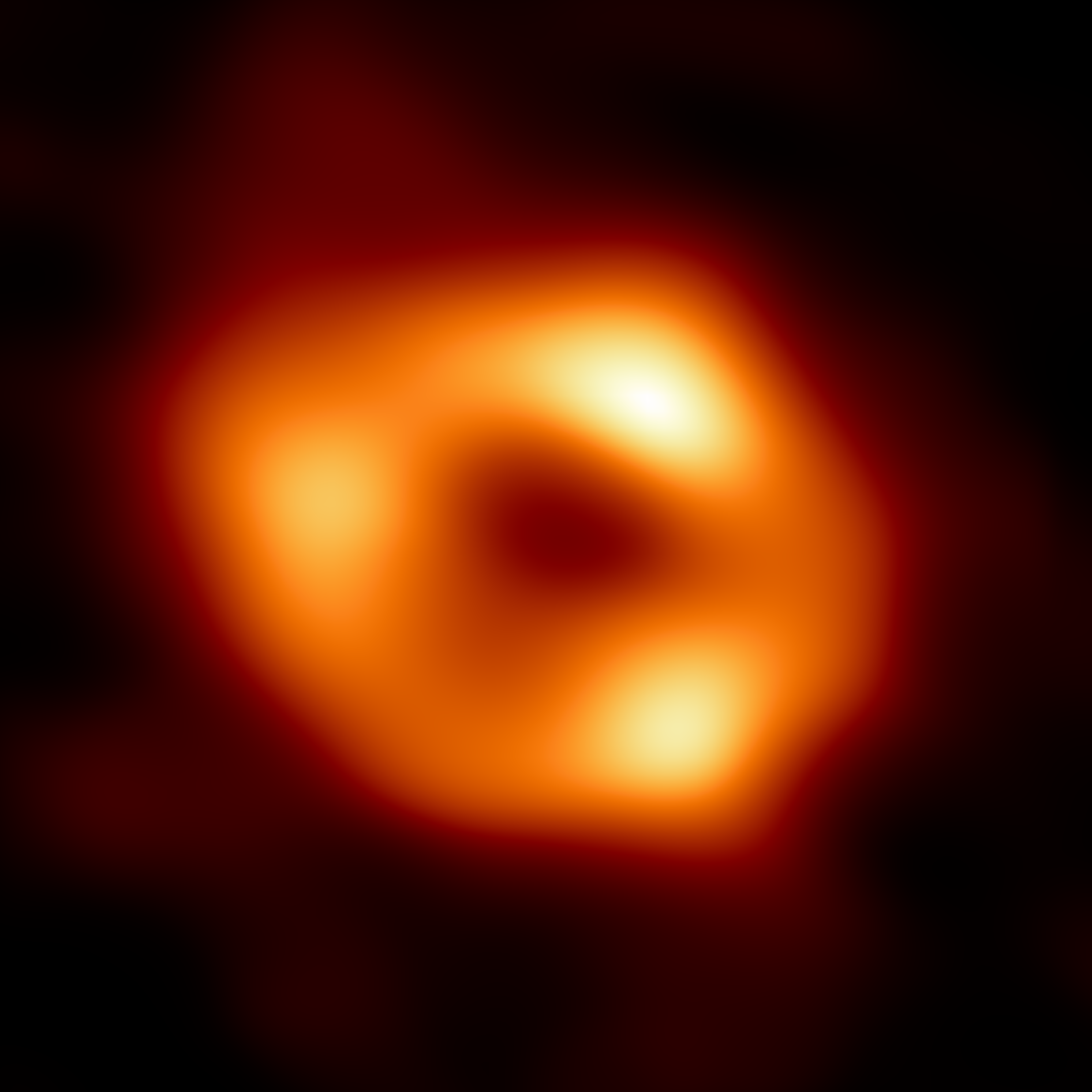
Visualisation du disque d'accrétion de Sagittarius A* réalisée par lEvent Horizon Telescope.

- 12 mai : la collaboration internationale de l'Event Horizon Telescope publie une image résolue du disque d'accrétion entourant Sagittarius A*, le trou noir supermassif au centre de la Voie lactée.
- 16 mai : éclipse lunaire totale.

### Juin
- 8 juin : Annonce de la découverte du quasar SMSS J114447.77–430859.3 dans une revue scientifique, il est décrit comme le quasar à la croissance la plus rapide de l'univers observable ainsi que le quasar le plus lumineux durant les 9 derniers milliards d'années[36].
- Du 17 juin au 27 juin : alignement des planètes visible depuis l'hémisphère nord[37].
- 21 juin : solstice de juin à 09:14 UTC.
- 28 juin : annonce de la découverte de Swift J0243.6+6124, un magnétar en train de dévorer son étoile compagnon et il constitue l'une des premières fois que l'intensité d'un champ magnétique est mesurée directement[38].

Du 17 au 27 juin : alignement des planètes, et de Pluton visible depuis l'hémisphère nord.

### Juillet
- 4 juillet : la Terre passe à son aphélie.
- 11 juillet : La NASA publie la première image opérationnelle prise par le télescope spatial James Webb.
- 18 juillet : Une équipe de l'ESO annonce la découverte du premier trou noir "dormant", le trou noir nommé VFTS 243 depuis.

### Août
- Du 1er au 11 août : 31e assemblée générale de l'Union astronomique internationale, à Pusan, en Corée du Sud ; cette édition devait se tenir en 2021, mais la pandémie de Covid-19 a conduit à son report.

### Septembre
- 23 septembre : équinoxe de septembre à 01:04 UTC
- 26 septembre : l'impacteur DART du programme de défense planétaire de la NASA percute avec succès l'astéroïde Dimorphos.
- 28 septembre : un groupe de scientifiques annonce la découverte d'une supernova, dont le progéniteur était une possible étoile de population III, dans le halo gazeux de l'ancien quasar ULAS J1342+0928[39].
- 29 septembre : dernier vol de l'Observatoire stratosphérique pour l'astronomie infrarouge en service depuis 2014[40].

### Octobre
- 25 octobre : éclipse solaire partielle.

### Novembre
- 8 novembre : éclipse lunaire totale.

### Décembre
- 21 décembre : solstice de décembre, à 21:48 UTC.

## Objets

### Phases de la Lune
Le tableau suivant résume les phases de la Lune pour l'année 2022:
| #  | Nouvelle lune | Premier quartier | Pleine lune | Dernier quartier |
| -- | ------------- | ---------------- | ----------- | ---------------- |
| 1  | 02/01         | 09/01            | 17/01       | 25/01            |
| 2  | 01/02         | 08/02            | 16/02       | 23/02            |
| 3  | 02/03         | 10/03            | 18/03       | 25/03            |
| 4  | 01/04         | 09/04            | 16/04       | 23/04            |
| 5  | 30/04         | 09/05            | 16/05       | 22/05            |
| 6  | 30/05         | 07/06            | 14/06       | 21/06            |
| 7  | 29/06         | 07/07            | 13/07       | 20/07            |
| 8  | 28/07         | 05/08            | 12/08       | 19/08            |
| 9  | 27/08         | 03/09            | 10/09       | 17/09            |
| 10 | 25/09         | 03/10            | 09/10       | 17/10            |
| 11 | 25/10         | 01/11            | 08/11       | 16/11            |
| 12 | 23/11         | 30/11            | 08/12       | 16/12            |
| 13 | 23/12         | 30/12            |             |                  |